# North Carolina Tar Heels
North Carolina Tar Heels je zajedničko ime športskih ekipa, koje predstavljaju Sveučilište Sjeverna Karolina. Tar Heel je nadimak koji se odnosi na državljane Sjeverne Karoline. Sveučilište Sjeverna Karolina u Chapel Hillu osnovano je 1789. godine, a 1795. godine postalo je prvo sveučilište podržano od strane vlade SAD-a. Maskota Tar Heelsa je Rameses, ovan s rogovima obojanim u boje Tar Heelsa. Carolina je osvojila 43 nacionalna prvenstva u NCAA Diviziji I u sedam različitih sportova, deveta je po broju naslova svih vremena i ima 52 pojedinačna nacionalna prvenstva.

## Bejzbol
- Naslovi ACC konferencije: 6 (1982., 1983., 1984., 1990., 2007., 2013.)
- Stadion: Boshamer Stadium (kapacitet: 5000)

## Košarka
- Jedan od najboljih košarkaša i sportaša općenito u povijesti Michael Jordan je alumni Tar Heelsa.Trener: Roy Williams
- Arena: Dean Smith Center
- Naslovi SEC konferencije: 13 (Turnir: 1922., 1924., 1925., 1926., 1935., 1936., 1940., 1945.; Regularni dio sezone: 1935., 1938., 1941., 1944., 1946.)
- Naslovi ACC konferencije: 48 (Turnir: 1957, 1967, 1968, 1969, 1972, 1975, 1977, 1979, 1981, 1982, 1989, 1991, 1994, 1997, 1998, 2007, 2008, 2016; Regularni dio sezone: 1956, 1957, 1959, 1960, 1961, 1967, 1968, 1969, 1971, 1972, 1976, 1977, 1978, 1979, 1982, 1983, 1984, 1985, 1987, 1988, 1993, 1995, 2001, 2005, 2007, 2008, 2009, 2011, 2012, 2016, 2017)
- Naslovi NCAA: 6 (1957., 1982., 1993., 2005., 2009., 2017.)
- Američki košarkaš Lennie Rosenbluth tijekom studiranja na Sveučilištu North CarolinaACC/Državni igrači godine: 9 (Jack Cobb 1923. – 26., George Glamack 1938. – 41., Lennie Rosenbluth 1954. – 57., Phil Ford 1974. – 78., James Worthy 1979. – 82., Michael Jordan 1981. – 1984., Antawn Jamison 1995. – 98., Tyler Hansbrough 2005. – 09., Justin Jackson 2016. – 2017.)

## Američki nogomet
- Stadion: Kenan Memorial Stadium
- ACC naslovi: 5 (1963., 1971., 1972., 1977., 1980.)
- Bowl natjecanja: 30 (1947 Sugar, 1949 Sugar, 1950 Cotton, 1963 Gator, 1970 Peach, 1971 Gator, 1972 Sun, 1974 Sun, 1976 Peach, 1977 Liberty, 1979 Gator, 1980 Bluebonnet, 1981 Gator, 1982 Sun, 1983 Peach, 1986 Aloha, 1993 Peach, 1993 Gator, 1994 Sun, 1995 Carquest, 1997 Gator, 1998 Gator, 1998 Las Vegas, 2001 Peach, 2004 Continental Tire, 2008 Meineke Car Care, 2009 Meineke Car Care, 2010 Music City, 2011 Independence, 2013 Belk)

## Ostali sportovi
- Lacrosse
- Hokej na travi
- Nogomet
- Golf
- Hrvanje